# Título de lançamento
Um título de lançamento é um jogo eletrônico lançado para os consumidores em sincronia com o lançamento de seu respectivo console de videogame, o que significa que eles somente são disponibilizados na época do lançamento do console. Muitos destes jogos também são vendidos com o console. Uma vez que títulos de lançamento apresentam as primeiras impressões dos aspectos e habilidades técnicas do console, eles são importantes na indústria de jogos eletrônicos, e muitos destes se tornaram killer apps.

## Títulos de lançamento
- Nintendo Entertainment System (1985) — Duck Hunt e Gyromite
- Nintendo Entertainment System (1986 Relançamento nos EUA) — Super Mario Bros.
- Super Nintendo Entertainment System (1990) — Super Mario World e F-Zero
- PlayStation (1994) — Ridge Racer
- Sega Saturn (1995) — Panzer Dragoon
- Nintendo 64 (1996) — Pokemon 64 e PilotWings 64
- Dreamcast (1998) — Sonic Adventure e Soul Calibur
- PlayStation 2 (2000) — Midnight Club: Street Racing e Tekken Tag Tournament
- Xbox (2001): Halo: Combat Evolved e Project Gotham Racing[1]
- Nintendo GameCube (2001): Luigi's Mansion e Star Wars Rogue Squadron II: Rogue Leader
- Xbox 360 (2005): Perfect Dark Zero, Call of Duty 2 e Project Gotham Racing 3
- Wii (2006): The Legend of Zelda: Twilight Princess e Wii Sports
- PlayStation 3 (2006): Resistance: Fall of Man e MotorStorm (Europa)
- Wii U (2012): New Super Mario Bros. U, Nintendo Land e ZombiU[2][3]